# Палма (Трапани)
Палма је насеље у Италији у округу Трапани, региону Сицилија.
Према процени из 2011. у насељу је живело 725 становника. Насеље се налази на надморској висини од 18 м.